# 중국공산당 중앙선전부
중국공산당 중앙선전부(중국어 간체자: 中共中央宣传部, 정체자: 中共中央宣傳部, 병음: Zhōnggòng Zhōngyāng Xuānchuán Bù)는 중국공산당 중앙위원회의 직속 기구로, 공산당의 사상이나 노선의 선전, 교육, 계몽을 담당한다.
중화인민공화국 내의 신문, 출판물, 텔레비전, 영화, 인터넷 등 모든 미디어의 감시를 담당한다. 문화부와 국가광파전영전시총국의 감독권을 가지고 있어서 미디어에 의해 공산당이 불이익을 당할 수 있는 공산당 간부의 부정 부패나 타이완 문제 등에 관한 정보의 취급을 금지하는 권한을 가지고 있다. 실제로는 그러한 권한은 없지만 미디어 상층부의 인사권을 쥐고 있기 때문에 이 금지 명령은 상당한 압력으로 작용한다.
2003년에는 “중국공산당 중앙선전부를 토벌하라”라는 글을 발표한 자오궈뱌오(당시 베이징 대학 교수)에 의해 중앙선전부의 실상이 외부에 조금 알려지기도 했다. 이 책은 중국 내에서 판매가 금지되어 있다.

## 역대 중국공산당 중앙선전부 부장(장관)
- 1대 : 이체 (李达) : 1921년 8월 ~ 1922년 7월
- 2대 : 채화삼 (蔡和森) : 1922년 8월 ~ 1923년 6월
- 3대 : 나장룡 (罗章龙) : 1924년 5월 ~ 1925년 1월
- 4대 : 팽술지 (彭述之) : 1925년 2월 ~ 1927년 3월
- 5대 : 구추백 (瞿秋白) : 1927년 4월 ~ 1927년 4월
- 6대 : 채화삼 (蔡和森) : 1927년 5월 ~ 1927년 7월
- 7대 : 구추백 (瞿秋白) : 1927년 8월 ~ 1927년 10월
- 8대 : 나기완 (罗绮园) : 1927년 11월 ~ 1928년 6월
- 9대 : 채화삼 (蔡和森) : 1928년 7월 ~ 1928년 10월
- 10대 : 이입삼 (李立三) : 1928년 11월 ~ 1930년 12월
- 11대 : 심택민 (沈澤民) : 1931년 1월 ~ 1931년 4월 - 초대 중화인민공화국 문화부 부장(장관) 마오둔(심안빙, 沈雁氷)의 동생
- 12대 : 장문천 (张闻天) : 1931년 4월 ~ 1934년 12월
- 13대 : 오량평 (吴亮平) : 1935년 1월 ~ 1937년 7월
- 14대 : 장문천 (张闻天) : 1937년 7월 ~ 1942년 12월
- 15대 : 개봉 (凯丰) : 1942년 12월 ~ 1943년 1월
- 16대 : 루딩이 (陸定一) : 1943년 1월 ~ 1952년 12월
- 17대 : 시중쉰 (習仲勲) : 1953년 1월 ~ 1954년 6월 - 제9대 중국공산당 중앙위원회 총서기 겸 제7대 중화인민공화국의 주석 시진핑(習近平)의 아버지
- 18대 : 루딩이 (陸定一) : 1954년 7월 ~ 1966년 12월
- 19대 : 타오주 (陶鋳) : 1966년 12월 ~ 이듬해인 1967년에 4인방에 의해 접수된다)
- 20대 : 강생 (康生) : 1970년 11월 ~ 1975년 12월
- 21대 : 겅뱌오 (耿飈) : (4인방 실각 후) 1976년 1월 ~ 1977년 6월
- 22대 : 장핑화 (張平化) : 1977년 7월 ~ 1978년 12월
- 23대 : 후야오방 (胡耀邦) : 1978년 12월 25일 ~ 1980년 3월 12일
- 24대 : 왕런중 (王任重) : 1980년 3월 12일 ~ 1982년 4월
- 25대 : 덩리췬 (鄧力群) : 1982년 4월 ~ 1985년 8월
- 26대 : 주허우쩌 (朱厚沢) : 1985년 8월 ~ 1987년 2월
- 27대 : 왕런즈 (王忍之) : 1987년 2월 ~ 1992년 12월
- 28대 : 딩권젠 (丁関根) : 1992년 12월 ~ 2002년 10월 24일
- 29대 : 류윈산 (劉雲山) : 2002년 10월 24일 ~ 2012년 11월 21일
- 30대 : 류치바오 (劉奇葆) : 2012년 11월 21일 ~ 2017년 10월 30일
- 31대 : 황쿤밍 (黄坤明) : 2017년 10월 30일 ~ 현재